# Paul Reiser
Pour les articles homonymes, voir Reiser.
Paul Reiser est un acteur, producteur et scénariste américain, né le 30 mars 1956 à New York (États-Unis).

## Biographie

### Jeunesse et formation
Paul Reiser est né le 30 mars 1956 à New York, États-Unis. Ses parents sont Sam et Helen Reiser.
Il est diplômé de l'Université d'État de New York à Binghamton.

### Vie privée
Il est marié depuis 1988 à Paula Ravets. Ils ont deux fils, Ezra Samuel Reiser, né en 1995 et Leon Reiser, né en 2000.

## Filmographie

### Cinéma
- 1982 : Diner de Barry Levinson : Modell
- 1984 : Le Flic de Beverly Hills (Beverly Hills Cop) de Martin Brest : l'inspecteur Jeffrey Friedman
- 1986 : Aliens, le retour (Aliens) de James Cameron : Carter Burke
- 1986 : Odd Jobs de Mark Story : Max
- 1987 : Le Flic de Beverly Hills 2 (Beverly Hills Cop II) de Tony Scott : l'inspecteur Jeffrey Friedman
- 1987 : Chasse à cœurs (Cross My Heart) d'Armyan Bernstein (en) : Bruce Gaynor
- 1990 : Les Fous de la pub (Crazy People) de Tony Bill : Stephen Bachman
- 1991 : La Chanteuse et le Milliardaire (The Marrying Man) de Jerry Rees : Phil Golden
- 1993 : Family Prayers de Scott M. Rosenfelt : Dan Linder
- 1994 : Mr. Write de Charlie Loventhal : Charlie Fischer
- 1995 : Bye Bye Love de Sam Weisman : Donny
- 2001 : Divine mais dangereuse (One Night at McCool's) d'Harald Zwart : Carl Harding
- 2002 : Women vs. Men de Chazz Palminteri : Bruce
- 2002 : Purpose d'Alan Ari Lazar : Professeur Ben Fisher
- 2005 : The Thing About My Folks de Raymond De Felitta : Ben Kleinman
- 2014 : Whiplash de Damien Chazelle : Jim Neiman
- 2014 : Life After Beth de Jeff Baena : Noah Orfman
- 2015 : The Darkness de Greg McLean : Simon Richards
- 2015 : Seul contre tous (Concussion) de Peter Landesman : Dr Elliot Pellman
- 2016 : War on Everyone : Au-dessus des lois (War on Everyone) de John Michael McDonagh : Lieutenant Gerry Stanton
- 2016 : Bachelor Party (Joshy) de Jeff Baena : Steve
- 2016 : Miles de Nathan Adloff : Lloyd Bryant
- 2017 : Les Bonnes Sœurs (The Little Hours) de Jeff Baena : Ilario
- 2017 : I Do... Until I Don't de Lake Bell : Harvey
- 2018 : L'Espion qui m'a larguée (The Spy Who Dumped Me) de Susanna Fogel : Arnie
- 2020 : Horse Girl de Jeff Baena : Gary
- 2021 : Un papa hors pair (Fatherhood) de Paul Weitz : Howard
- 2021 : Scenes from an Empty Church d'Onur Tukel : le père
- 2024 : Le Flic de Beverly Hills : Axel F. (Beverly Hills Cop: Axel F) de Mark Molloy : Jeffrey Friedman

### Télévision

#### Téléfilms
- 1983 : Sunset Limousine de Terry Hughes : Jay Neilson
- 1993 : Danger tour piégée (The Tower) de Richard Kletter : Tony Minot
- 2001 : À la recherche de la vérité (My Beautiful Son) de Paul Seed : Dr Jerry Lipman
- 2013 : Ma vie avec Liberace (Behind the Candelabra) de Steven Soderbergh : M. Felder

#### Séries télévisées
- 1983 : Les Enquêtes de Remington Steele (Remington Steele) : Ivan Turbell
- 1987 : Le Monde merveilleux de Disney (The Wonderful World of Disney) : Dexter Bunche
- 1987-1990 : Mes deux papas (My Two Dads) : Michael Taylor
- 1992-1999 / 2019 : Dingue de toi (Mad About You) : Paul Buchman
- 2014-2015 : Married : Shep
- 2014-2016 : TripTank : Gary (voix)
- 2014-2017 : Red Oaks : Douglas Getty
- 2017-2022 : Stranger Things : Dr Owens
- 2018 : The Romanoffs : Bob Isaacson
- 2019 : Fosse/Verdon : Cy Feuer
- 2019-2021 : La Méthode Kominsky (The Kominsky Method) : Martin
- 2022 : The Boys : La Légende
- 2022 : Reboot : Gordon

### Comme scénariste
- 1988 : Paul Reiser Out on a Whim
- 1992 : 3 1/2 Blocks from Home
- 1992 - 1999 : Dingue de toi
- 2003 : Untitled New York Pilot
- 2004 : Popeye's Voyage: The Quest for Pappy
- 2005 : The Thing About My Folks

### Comme producteur
- 1992 : 3 1/2 Blocks from Home
- 1992 - 1999 : Dingue de toi
- 2001 : Second to None
- 2003 : Untitled New York Pilot
- 2004 : Popeye's Voyage: The Quest for Pappy
- 2005 : The Thing About My Folks
- 2006 : I Did Not Know That
- 2006 : Love Bites

## Distinctions

### Récompenses
- 1994 : Viewers for Quality Television Awards du meilleur acteur dans une série télévisée comique pour Dingue de toi
- 1995 : BMI Film & TV Awards du meilleur acteur dans une série télévisée comique pour Dingue de toi
- 1997 : BMI Film & TV Awards du meilleur acteur dans une série télévisée comique pour Dingue de toi
- 1998 : BMI Film & TV Awards du meilleur acteur dans une série télévisée comique pour Dingue de toi
- Festival du film de Floride 2005 : Prix pour l'ensemble de sa carrière.

### Nominations
- 1993 : Viewers for Quality Television Awards du meilleur acteur dans une série télévisée comique pour Dingue de toi
- Primetime Emmy Awards 1994 : Meilleure série télévisée comique pour Dingue de toi partagé avec Danny Jacobson, Jeffrey Lane, Marjorie Weitzman, Bruce Chevillat, Steve Paymer, Billy Grundfest, Eileen Conn et Andy Gordon.
- Primetime Emmy Awards 1994 : Meilleur acteur dans une série télévisée comique pour Dingue de toi
- Golden Globes 1995 : Meilleur acteur dans une série musicale ou comique pour Dingue de toi
- Primetime Emmy Awards 1995 : Meilleure série télévisée comique, Meilleur acteur dans une série télévisée comique pour Dingue de toi
- Screen Actors Guild Awards 1995 : Meilleure distribution pour une série comique pour Dingue de toi partagé avec Helen Hunt, Leila Kenzle, Richard Kind, Lisa Kudrow, John Pankow et Anne Ramsay.
- Screen Actors Guild Awards 1995 : Meilleur acteur dans une série comique pour Dingue de toi
- 1995 : Viewers for Quality Television Awards du meilleur acteur dans une série télévisée comique pour Dingue de toi
- Golden Globes 1996 : Meilleur acteur dans une série musicale ou comique pour Dingue de toi
- Primetime Emmy Awards 1996 : Meilleure série télévisée comique et Meilleur acteur dans une série télévisée comique pour Dingue de toi
- Screen Actors Guild Awards 1996 : Meilleure distribution pour une série comique et Meilleur acteur dans une série comique pour Dingue de toi
- 1996 : Viewers for Quality Television Awards du meilleur acteur dans une série télévisée comique pour Dingue de toi
- Golden Globes 1997 : Meilleur acteur dans une série musicale ou comique pour Dingue de toi
- 1997 : Online Film & Television Association Awards du meilleur acteur dans une série télévisée comique pour Dingue de toi
- Primetime Emmy Awards 1997 : Meilleure série télévisée comique et Meilleur acteur dans une série télévisée comique pour Dingue de toi
- Screen Actors Guild Awards 1997 : Meilleure distribution pour une série comique pour Dingue de toi
- 1997 : Viewers for Quality Television Awards du meilleur acteur dans une série télévisée comique pour Dingue de toi
- Golden Globes 1998 : Meilleur acteur dans une série musicale ou comique pour Dingue de toi
- Primetime Emmy Awards 1998 : Meilleur acteur dans une série télévisée comique pour Dingue de toi
- Screen Actors Guild Awards 1998 : Meilleure distribution pour une série comique pour Dingue de toi
- 1998 : Viewers for Quality Television Awards du meilleur acteur dans une série télévisée comique pour Dingue de toi
- Primetime Emmy Awards 1999 : Meilleur acteur dans une série télévisée comique pour Dingue de toi
- Satellite Awards 1999 : Meilleur acteur dans une série télévisée musicale ou comique pour Dingue de toi
- Screen Actors Guild Awards 2018 : Meilleure distribution pour une série dramatique pour Stranger Things partagé avec Sean Astin, Millie Bobby Brown, Cara Buono, Joe Chrest, Catherine Curtin, Natalia Dyer, David Harbour, Charlie Heaton, Joe Keery, Gaten Matarazzo, Caleb McLaughlin, Dacre Montgomery, Winona Ryder, Noah Schnapp, Sadie Sink et Finn Wolfhard.
- Screen Actors Guild Awards 2020 :  Meilleure distribution pour une série comique pour La Méthode Kominsky partagé avec Jenna Lyng Adams, Alan Arkin, Sarah Baker, Casey Thomas Brown, Michael Douglas, Lisa Edelstein, Graham Rogers, Jane Seymour, Melissa Tang et Nancy Travis.
- Primetime Emmy Awards 2021 : Meilleur acteur dans un second rôle dans une série télévisée comique pour La Méthode Kominsky
- Satellite Awards 2022 : Meilleur acteur dans un second rôle dans une série, téléfilm ou mini-série pour La Méthode Kominsky
- Screen Actors Guild Awards 2022 :  Meilleure distribution pour une série comique pour La Méthode Kominsky partagé avec Jenna Lyng Adams, Sarah Baker, Casey Thomas Brown, Michael Douglas, Lisa Edelstein, Ashleigh LaThrop, Emily Osment, Haley Joel Osment, Graham Rogers, Melissa Tang et Kathleen Turner.
- 2023 : Hollywood Critics Association Television Awards du meilleur acteur invité dans une série télévisée dramatique pour The Boys